# Melospiza
A Melospiza a madarak osztályának verébalakúak (Passeriformes) rendjébe és a verébsármányfélék (Passerellidae) családjába tartozó nem.

## Rendszerezésük
A nemet Spencer Fullerton Baird amerikai természettudós és ornitológus írta le 1858-ban, az alábbi 3 vagy 4 faj tartozik ide:
- Melospiza baileyi[1] vagy Xenospiza baileyi[2]
- Lincoln-sármány (Melospiza lincolnii)
- énekes verébsármány (Melospiza melodia)
- mocsári sármány (Melospiza georgiana)

## Előfordulásuk
Kanada, az Amerikai Egyesült Államok területén fészkelnek, telelni délre vonulnak.

## Megjelenésük
Testhosszuk 11,5-17 centiméter közötti.

## Életmódjuk
Ízeltlábúakkal és növényi anyagokkal táplálkoznak.